# Silvio Sericano
Silvio Sericano (Castelletto d'Orba, 1889 – Roma, 1957) va ser un sacerdot i diplomàtic vaticà que va ostentar la representació diplomàtica provisional de la Santa Seu davant el Govern de la Segona República Espanyola durant la Guerra Civil espanyola. El 1940 va ser nomenat Sotssecretari de la Sagrada Congregació d'Assumptes Eclesiàstics Extraordinaris i el 1953 Protonotari Apostòlic. Va morir a Roma el 7 de març de 1957.

## Biografia
Silvio Sericano va néixer el 1889 a Castelleto d'Orba. Va ser alumne del col·legi llombard de Roma i posteriorment de la Pontifícia Universitat Gregoriana. Va estudiar Dret Canònic i va ser professor del Seminari de Tortona, la seva diòcesi natal.
El 1925 va ingressar a la Secretaria d'Estat de la Santa Seu. Va ser secretari de la Nunciatura de Costa Rica i posteriorment auditor en la Nunciatura de Viena.

## La seva missió a Espanya
La primavera de 1936 va ser enviat com a auditor a la nunciatura apostòlica a Espanya. El titular de la representació, el ja cardenal Federico Tedeschini, va marxar a Roma l'11 de juny de 1936 i Sericano va quedar al càrrec de la nunciatura com a encarregat de negocis fins a l'arribada del nou nunci, Filippo Cortesi. No obstant això, el cop d'estat de juliol i l'esclat de la Guerra Civil van impedir que aquest prengués possessió.
Silvio Sericano va quedar llavors com l'últim representant del Papa davant el govern constitucional d'Espanya i, posteriorment, davant les autoritats governamentals durant els primers mesos de la guerra.
Sericano va continuar la labor iniciada per Tedeschini de denunciar davant el Govern de la República els atacs soferts per l'Església. A més, ho va fer acudint especialment a l'ordenament jurídic vigent, buscant en la legalitat democràtica els principals ressorts per defensar els drets dels catòlics.
Durant la Guerra Civil, Sericano es va mantenir a Madrid fins que va abandonar la capital espanyola el 4 de novembre de 1936, destinat a Polònia. Durant aquells mesos, va mantenir la representació de la Santa Seu davant el Govern republicà i va informar a la Secretaria d'Estat de quant la situació en la nunciatura li va permetre conèixer. Després de la seva marxa va passar a treballar a la Secretaria d'Estat, des d'on va mantenir contacte regular amb el personal de la nunciatura que romania a Madrid.
Quan va tornar a Roma, les autoritats colpistes a Espanya van manifestar les seves reserves respecte de Sericano davant la possibilitat que recuperés la seva tasca d'auditor a la nunciatura. El 1940 va ser nomenat sotssecretari de la Sagrada Congregació d'Assumptes Eclesiàstics Extraordinaris i el 1953 Protonotari Apostòlic. Va morir a Roma el 7 de març de 1957.